# Komutativní okruh
V rámci abstraktní algebry je komutativní okruh definován jako takový okruh, ve kterém platí komutativita násobení. Jedná se tedy o algebraickou strukturu se sčítáním a násobením, kde sčítání splňuje axiomy komutativní grupy, násobení axiomy komutativního monoidu a násobení je distributivní vzhledem k sčítání. Studiem komutativních okruhů se zabývá obor zvaný komutativní algebra.
Komutativním okruhem je každý obor integrity, proto jsou základním příkladem komutativního okruhu celá čísla. Také každé komutativní těleso je zároveň i komutativním okruhem, proto jsou komutativními okruhy i racionální čísla, reálná čísla, komplexní čísla a také všechna konečná tělesa. Je-li nějaký okruh komutativní, pak je komutativní i polynomický okruh nad tímto okruhem, tedy okruh tvořený všemi mnohočleny s koeficienty z daného okruhu. Příkladem nekomutativního okruhu je maticový okruh.